# Glyptorhagada tattawuppana
Glyptorhagada tattawuppana är en snäckart som beskrevs av Alan Solem 1992. Glyptorhagada tattawuppana ingår i släktet Glyptorhagada och familjen Camaenidae. IUCN kategoriserar arten globalt som sårbar. Inga underarter finns listade i Catalogue of Life.